# Conceito corporal
Conceito corporal é o conhecimento intelectual que uma pessoa tem de seu corpo e se desenvolve mais tarde que a imagem corporal. É assimilado de forma consciente: descobir que edeça uma sequência lógica, de preferência da cabeça para os pés, da direção anterior par a a posterior.